# Stefan Mazurkiewicz
Stefan Mazurkiewicz   (Varsòvia, 25 de setembre de 1888 - Grodzisk Mazowiecki, 19 de juny de 1945) va ser un matemàtic polonès.

## Vida i Obra
Mazurkiewicz, que era fill d'un prestigiós advocat, va fer els estudis secundaris a Varsòvia. Com que Varsòvia en aquell temps formava part de l'Imperi Rus i a la seva universitat normés es parlava rus, va anar a fer els estudis universitaris a les universitats de Cracòvia, Múnic, Göttingen i Lwow. El 1913 va obtenir el doctorat en aquesta última dirigit per Wacław Sierpiński.
Els russos van abandonat Varsòvia l'agost de 1915 i el mes de novembre la universitat de Varsòvia va començar a operar com una universitat polonesa i Mazurkiewicz en va ser nomenat professor de matemàtiques. Durant la guerra poloneso-soviètica (1919-1921) va desxifrar el codi que utilitzaven els soviètics en les seves comunicacions. El 1920, va ser un dels fundadors de la prestigiosa revista Fundamenta Mathematicae i en va ser un dels editors principals durant molts anys. Va ser l'animador d'un bon grup de joves estudiants que es van convertir amb el temps en el que hom anomena escola matemàtica de Varsòvia.
Va estar vinculat a la universitat de Varsòvia la resta de la seva vida, exercint de degà, de vice-rector o de professor de la universitat clandestina que es va organitzar (1942-1945) quan els nazis van arrasar l'estat polonès. Obligat a abandonar la ciutat, totalment destruida després de les represàlies nazis per la insurrecció de Varsòvia, no va poder guarir-se de les malalties que havia contret durant els anys de penúria de la guerra. Va morir a Grodzisk Mazowiecki (uns trenta km. a l'oest de Varsòvia) el juny de 1945.
Mazurkiewicz va publicar més d'un centenar d'articles en revistes científiques en francès, alemany i polonès. L'àrea principal de la seva recerca científica va ser la topologia, però també es va interessar en altres àrees com l'anàlisi real i complexa, la hidrodinàmica i la teoria de la probabilitat. En aquest darrer camp, en el que es va començar a interessar a partir de 1932, va treballar en la manera de tractar els càlculs de forma axiomàtica; malauradament, la major part dels seus apunts sobre aquest tema es van perdre a causa de la guerra.